# Dieppe
Dieppe település Franciaországban, Seine-Maritime megyében. Lakosainak száma 28 599 fő (2022. január 1.). Dieppe Hautot-sur-Mer, Martin-Église, Rouxmesnil-Bouteilles, Saint-Aubin-sur-Scie és Petit-Caux községekkel határos.

## Népesség
A település népességének változása:
| Lakosok száma | 21 091 | 30 214 | 30 086 | 29 965 | 30 588 | 28 561 | 28 241 | 28 091 | 28 358 | 28 599 |
|               | 1891   | 2013   | 2014   | 2015   | 2016   | 2018   | 2019   | 2020   | 2021   | 2022   |